# マーヤ・ケウツ
マーヤ・ケウツ（スロベニア語:Maja Keuc、1992年1月16日 - ）は、スロベニアの歌手である。ユーロビジョン・ソング・コンテストの2011年大会にスロベニア代表として参加し、楽曲「No One」を歌う。
2010年にスロベニアのオーディション番組「Slovenija ima talent」で2位になったことがきっかけとなり、歌手デビューした。同年に初のアルバム『Po viharju』が発売となる 。
2011年、マティヤシュ・ヴラシッチ（Matjaž Vlašič）作詞の「Vanilija」で、ユーロビジョン・ソング・コンテスト2011のスロベニア代表選考に挑み、優勝を果たした。2011年5月にドイツのデュッセルドルフで行われる同大会の本戦には、この曲の歌詞を英訳し、「No One」と改題して挑む。